# Vuelta a España 2008/12. Etappe
| Ergebnis der 12. Etappe            | Ergebnis der 12. Etappe | Ergebnis der 12. Etappe | Ergebnis der 12. Etappe | Ergebnis der 12. Etappe |
| ---------------------------------- | ----------------------- | ----------------------- | ----------------------- | ----------------------- |
| Erster                             | Italien                 | Paolo Bettini           | QST                     | 4:42:44 h               |
| Zweiter                            | Italien                 | Davide Rebellin         | GST                     | + 0:01 min              |
| Dritter                            | Italien                 | Damiano Cunego          | LAM                     | gl. Zeit                |
| Vierter                            | Italien                 | Alessandro Ballan       | LAM                     | gl. Zeit                |
| Fünfter                            | Spanien                 | Alberto Contador        | AST                     | gl. Zeit                |
| Sechster                           | Spanien                 | Egoi Martínez           | EUS                     | + 0:04 min              |
| Siebter                            | Schweiz                 | Oliver Zaugg            | GST                     | gl. Zeit                |
| Achter                             | Spanien                 | Carlos Sastre           | CSC                     | gl. Zeit                |
| Neunter                            | Vereinigte Staaten      | Levi Leipheimer         | AST                     | gl. Zeit                |
| Zehnter                            | Spanien                 | Igor Antón              | EUS                     | gl. Zeit                |
| Zwischenstände nach der 12. Etappe |                         |                         |                         |                         |
| Gesamtwertung                      | Spanien                 | Egoi Martínez           | EUS                     | 45:48:33 h              |
| Zweiter                            | Vereinigte Staaten      | Levi Leipheimer         | AST                     | + 0:11 min              |
| Dritter                            | Spanien                 | Alberto Contador        | AST                     | + 0:29 min              |
| Punktwertung                       | Belgien                 | Greg Van Avermaet       | SIL                     | 99 P.                   |
| Zweiter                            | Italien                 | Davide Rebellin         | GST                     | 76 P.                   |
| Dritter                            | Belgien                 | Tom Boonen              | QST                     | 75 P.                   |
| Bergwertung                        | Frankreich              | David Moncoutié         | COF                     | 87 P.                   |
| Zweiter                            | Italien                 | Alessandro Ballan       | LAM                     | 51 P.                   |
| Dritter                            | Spanien                 | Juan Manuel Gárate      | QST                     | 42 P.                   |
| Kombinationswertung                | Spanien                 | Alberto Contador        | AST                     | 14 P.                   |
| Zweiter                            | Vereinigte Staaten      | Levi Leipheimer         | AST                     | 27 P.                   |
| Dritter                            | Frankreich              | David Moncoutie         | COF                     | 28 P.                   |
| Teamwertung                        | Luxemburg               | Team Astana             | AST                     | 137:14:39 h             |
| Zweiter                            | Spanien                 | Caisse d’Epargne        | GCE                     | + 0:10 min              |
| Dritter                            | Spanien                 | Euskaltel-Euskadi       | EUS                     | + 1:43 min              |

Die 12. Etappe der Vuelta a España 2008 am 11. September führte über 186,4 Kilometer von Burgos nach Suances. Dabei standen zwei Sprintwertungen und  eine Bergwertung der 3. Kategorie sowie zwei der 2. Kategorie auf dem Programm.
Mit dem Startschuss begannen die ersten Attacken aus dem Hauptfeld heraus und nach acht Kilometern konnte sich wie am Vortag ein Trio lösen: Sébastien Hinault, Sandy Casar und Manuel Quinziato. Sie konnten sich rasch einen Vorsprung um vier Minuten herausfahren, der während der restlichen Flucht konstant blieb. Die drei Ausreißer sicherten sich die ersten vier Zwischenwertungen des Tages. Bei der dritten Bergwertung konnte David Moncoutié seinen Vorsprung in der Bergwertung um weitere drei Punkte ausbauen, da seine Konkurrenten den ganzen Tag keine Punkte sammelten. Bei Kilometer 142 wurde die Etappe unerwartet spannend, als der Mitfavorit Alejandro Valverde aus dem Hauptfeld zurückfiel und bei mangelnder Team-Unterstützung Probleme hatte, den Anschluss wiederherzustellen. An der Spitze des Feldes machten unterdessen die Teams Astana und Euskaltel-Euskadi Druck. Zunächst konnte die Gruppe um Valverde den Rückstand bei ungefähr einer Minute halten, doch nach und nach wurde die Lücke immer größer. Am Ende war sein Rückstand etwas mehr als 3:20 Minuten. Das Peloton war inzwischen immer weiter geschrumpft und bestand 30 Kilometer vor dem Ziel nur noch aus 50 Fahrern. Die Ausreißer wurden vor dem zweiten Zwischensprint gestellt. Auf der ansteigenden Zielgeraden machten deshalb vornehmlich die Favoriten im Gesamtklassement sowie gute Eintagesrennfahrer die Entscheidung unter sich aus. Die Etappe gewann am Ende gewann der Italiener Paolo Bettini vor seinem Landsmann Davide Rebellin.

## Aufgaben
- 097 Gianni Meersman
- 106 Stephan Schreck
- 127 Danilo Napolitano

## Sprintwertungen
- 1. Zwischensprint in Espinosa de los Monteros (Kilometer 89,5) (750 m ü. NN)

| Erster  | Frankreich | Sébastien Hinault | C.A | 4 P. |
| Zweiter | Frankreich | Sandy Casar       | FDJ | 2 P. |
| Dritter | Italien    | Manuel Quinziato  | LIQ | 1 P. |
- 2. Zwischensprint in Torrelavega (Kilometer 166,7) (70 m ü. NN)

| Erster  | Deutschland | Andreas Klöden    | AST | 4 P. |
| Zweiter | Spanien     | Benjamín Noval    | AST | 2 P. |
| Dritter | Spanien     | José Luis Rubiera | AST | 1 P. |
- Zielankunft in Suances (95 m ü. NN)

| Erster   | Italien            | Paolo Bettini     | QST | 25 P. |
| Zweiter  | Italien            | Davide Rebellin   | GST | 20 P. |
| Dritter  | Italien            | Damiano Cunego    | LAM | 16 P. |
| Vierter  | Italien            | Alessandro Ballan | LAM | 14 P. |
| Fünfter  | Spanien            | Alberto Contador  | AST | 12 P. |
| Sechster | Spanien            | Egoi Martínez     | EUS | 10 P. |
| Siebter  | Schweiz            | Oliver Zaugg      | GST | 9 P.  |
| Achter   | Spanien            | Carlos Sastre     | CSC | 8 P.  |
| Neunter  | Vereinigte Staaten | Levi Leipheimer   | AST | 7 P.  |
| Zehnter  | Spanien            | Igor Anton        | EUS | 6 P.  |
| 11.      | Spanien            | Joaquim Rodríguez | GCE | 5 P.  |
| 12.      | Spanien            | Ezequiel Mosquera | XAG | 4 P.  |
| 13.      | Niederlande        | Robert Gesink     | RAB | 3 P.  |
| 14.      | Danemark           | Matti Breschel    | CSC | 2 P.  |
| 15.      | Slowakei           | Martin Velits     | MRM | 1 P.  |

## Bergwertungen
- Alto de Bocos, 3. Kategorie (Kilometer 78) (780 m ü. NN)

| Erster  | Frankreich | Sandy Casar       | FDJ | 6 P. |
| Zweiter | Italien    | Manuel Quinziato  | LIQ | 4 P. |
| Dritter | Frankreich | Sébastien Hinault | C.A | 2 P. |
| Vierter | Frankreich | Sébastien Minard  | COF | 1 P. |
- Portillo de Lunada, 2. Kategorie (Kilometer 106,3) (1.350 m ü. NN)

| Erster   | Frankreich | Sandy Casar       | FDJ | 10 P. |
| Zweiter  | Italien    | Manuel Quinziato  | LIQ | 7 P.  |
| Dritter  | Frankreich | Sébastien Hinault | C.A | 5 P.  |
| Vierter  | Kasachstan | Dmitri Murawjow   | AST | 3 P.  |
| Fünfter  | Spanien    | Imanol Erviti     | GCE | 2 P.  |
| Sechster | Portugal   | Sérgio Paulinho   | AST | 1 P.  |
- Alto de Caracol, 2. Kategorie (Kilometer 126,5) (820 m ü. NN)

| Erster   | Frankreich | Sandy Casar       | FDJ | 10 P. |
| Zweiter  | Italien    | Manuel Quinziato  | LIQ | 7 P.  |
| Dritter  | Frankreich | Sébastien Hinault | C.A | 5 P.  |
| Vierter  | Frankreich | David Moncoutie   | COF | 3 P.  |
| Fünfter  | Kolumbien  | Leonardo Duque    | COF | 2 P.  |
| Sechster | Portugal   | Sergio Paulinho   | AST | 1 P.  |